# Renaissance de Settat
Renaissance Sportive de Settat is een Marokkaanse voetbalclub uit de stad Settat.
De club werd landskampioen in 1971 en was in die tijd ook succesvol in de Coupe du Trône. Na een derde plaats in 1997 kon de club doorstoten naar de kwartfinales van de CAF Cup 1998, waar de club verloor van het Senegalese ASC Jeanne d'Arc. In de competitie van dat jaar deed Settat het echter minder goed en de club degradeerde. Na één seizoen keerde de club terug en eindigde weer behoorlijk goed in de eerste seizoenen maar slabakte dan weer tot degradatie volgde in 2004.

## Erelijst
Landskampioen
1971
Beker van Marokko
Winnaar: 1969
Finalist: 1967, 1970, 2000
GNF 2
1999
Maghreb Beker der Bekerwinnaars
1970
Raja de Beni Mellal ·
Club Jeunesse Ben Guerir ·
Rachad Bernoussi ·
Youssoufia Berrechid ·
Maghreb Fez ·
Wydad de Fès ·
JA Kasbah Tadla ·
KAC Kenitra ·
Jeunesse Massira ·
Mouloudia Oujda ·
US Musulmane d'Oujda ·
AS Salé ·
Union de Sidi Kacem ·
Wydad de Témara ·
Ittihad Zemmouri de Khémisset